# Emma McCune

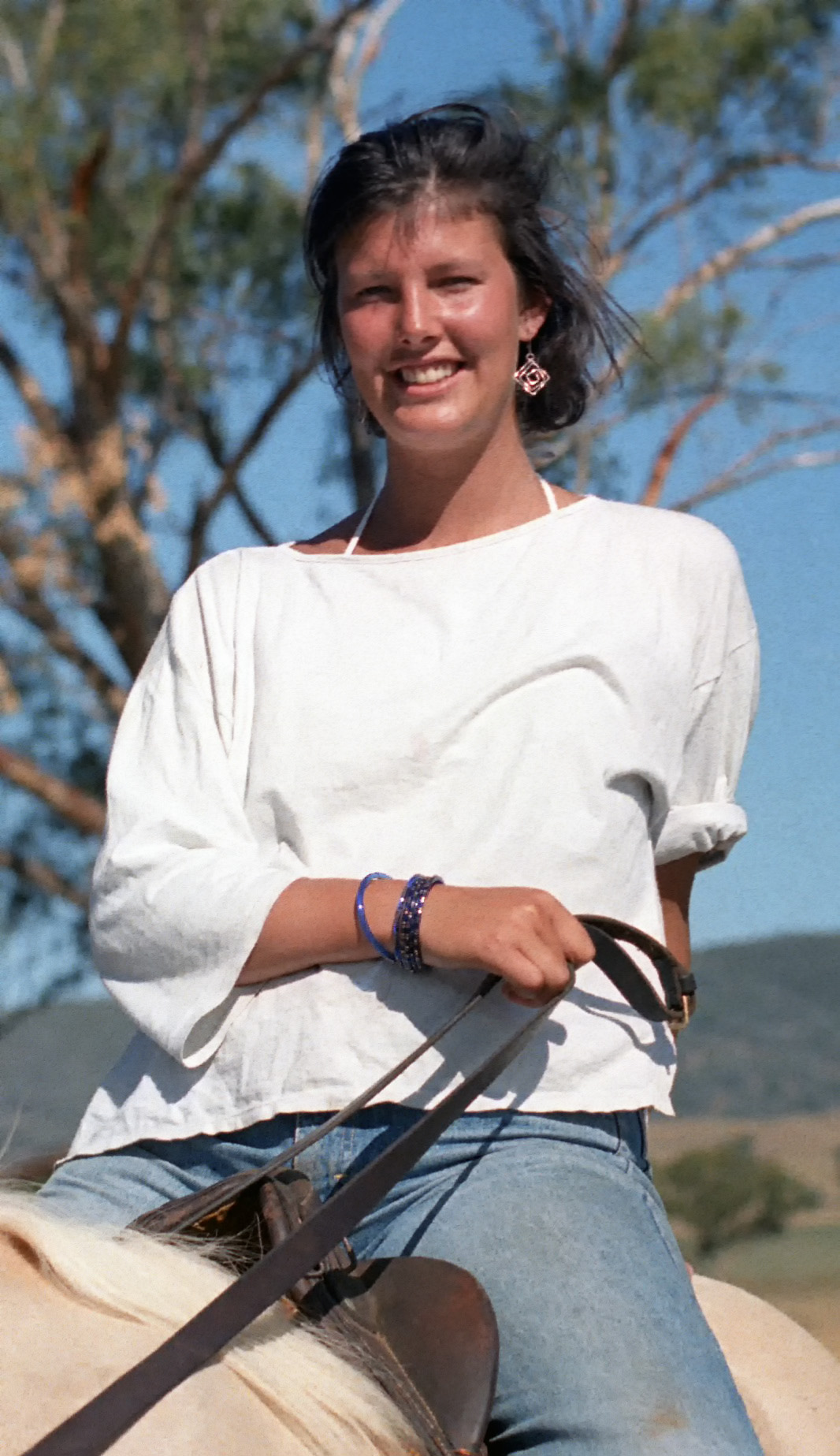
Emma McCune 1985 in Australien

Emma McCune (* 3. Februar 1964 im Bundesstaat Assam, Indien; † 24. November 1993 in Nairobi, Kenia) war eine britische Entwicklungshelferin, die vor allem durch ihre humanitäre Hilfe im Südsudan bekannt wurde.

## Leben
McCune wurde 1964 in Indien geboren, wo ihr Vater, ursprünglich Ingenieur, als Aufseher in einer Teeplantage arbeitete. Nachdem ihre Familie nach Großbritannien zurückgekehrt war, wuchs sie in Yorkshire auf. Während ihrer Ausbildung am Oxford Polytechnic wurde durch Kunstgeschichte-Vorlesungen ihr Interesse an Afrika geweckt. Es folgte eine erste Reise nach Khartum, wo sie für ein studentisches Projekt zu Flüchtlingsstudien tätig war. Im Anschluss lebte sie für ein Jahr in Australien und kehrte dann nach Afrika zurück. Danach begann McCune ein Master-Studium am School of Oriental and African Studies College der Universität London. Zeitgleich arbeitete sie als studentische Vertrauensperson beim Sudanese Cultural Centre. Die persönlichen Probleme und Geschichten der sudanesischen Studenten inspirierten sie zur Gründung eines Informationsdienstes, der während des zweiten Bürgerkrieges im Südsudan über den Newsletter Sudan Update regelmäßig aktuelle Informationen zur Lage in der Region verbreitete.
1989 kehrte sie in den Südsudan zurück, wo sie für die kanadische Hilfsorganisation Street Kids International arbeitete. McCune bekämpfte dort vor allem die Rekrutierung von Kindersoldaten und förderte die Gründung von 110 kleinen Sprachschulen.
Bei ihrer Arbeit lernte sie den sudanesischen Warlord Riek Machar, Anführer einer Splittergruppe der Sudanesischen Volksbefreiungsarmee, kennen und lieben. McCune und Machar heirateten im Juni 1991. Die Hochzeit führte direkt zu ihrer Kündigung durch Street Kids International. Im gleichen Jahr adoptieren McCune und Machar den ehemaligen Kindersoldaten und späteren Musiker Emmanuel Jal.
Im November 1993 starb die zu diesem Zeitpunkt schwangere McCune im Alter von nur 29 Jahren bei einem Straßenverkehrsunfall in der kenianischen Hauptstadt Nairobi. An ihrer Beerdigung in Riek Machars Heimatstadt Leer nahmen Tausende Südsudanesen teil.

## Nachwirkung
McCunes Mutter Maggie McCune veröffentlichte 1999 ein Buch mit dem Titel Till the Sun Grows Cold (deutscher Titel Nefertiti – Tochter der Sonne, 2002) über das Leben ihrer Tochter.
Die amerikanische Journalistin Deborah Scroggins veröffentlichte im Jahr 2002 die Biografie Emma's War: An aid worker, a warlord, radical Islam, and the politics of oil – a true story of love and death in Sudan (deutscher Titel Die weiße Kriegerin. Ein Schicksal in Afrika., 2006). Die nicht autorisierte Biografie setzte sich auch kritisch mit McCune auseinander. Das Buch erhielt überwiegend positive Kritiken und gewann 2004 den The Ridenhour Book Prize.
Die seit 2005 geplante Verfilmung des Buches durch Tony Scott mit Nicole Kidman in der Hauptrolle stieß auf massiven Widerstand der McCune-Familie. McCunes Bruder Johnny McCune lehnte öffentlich eine Verfilmung der Geschichte seiner Schwester ab, solange diese auf der nach Ansicht der Familie „hinterhältigen und schlampig recherchierten“ Scroggins-Biografie beruhe. Ein genauer Starttermin für die Verfilmung ist weiterhin unbekannt.
Emmanuel Jal veröffentlichte 2008 sein Debütalbum Warchild, auf dem er seiner Adoptivmutter im Titel Emma ein musikalisches Denkmal setzte.
Die Dokumentarfilmerin Victoria Stevenson produzierte 2010 den Film The Warlord’s Wife, der sich ebenfalls mit McCunes Leben und Wirken im Sudan auseinandersetzt.